# Cortarine
Der Cortarine war ein spanisches Volumenmaß für Flüssigkeiten, insbesondere für Wein und Branntwein.
- 1 Cortarine = 672 Pariser Kubikzoll = 3 7/16 Liter
- 2 Cortarine = 1 Cortane
- 1 Cortarine = 3 Meitadellas = 4 Quartos